# Nann Nigga
Nann Nigga (noto anche come solamente Nann), è il primo singolo estratto dal secondo album in studio di Trick Daddy, www.thug.com, pubblicato nel 1998.
Il singolo vede la partecipazione della rapper Trina. 

## Descrizione
Nann Nigga è in assoluto la prima canzone della carriera musicale di Trina.
La canzone parla di Trick Daddy che sostiene che nessuno può fare le cose come le fa lui, specialmente quando si tratta di amare (o fornire piacere carnale) alla partner Trina. Si potrebbe dire che la parola "Nann" significhi "no", "nessuno" o "nemmeno uno"; la dichiarazione risultante è un doppio negativo tipico del vernacolo meridionale statunitense: "Tu non conosci "nessun" n*gro come me..." (in inglese: "You don't know no nigga like me"). Il vanto di Trick Daddy è ricambiato da Trina, con il suo verso che dice  "You don't know nann ho ..." (ovvero: "Non conosci nessuna tro*a") verso la metà della canzone. È anche possibile che "nann" sia una contrazione di "no damn" (traducibile come "nessun dannato/a").
Tuttavia, gli studiosi dell'AAVE concordano sul fatto che "nann", o più propriamente "'n'an'", è propriamente una contrazione di "qualsiasi altro". Questo tipo di abbreviazione è tipica nel southern rap dialettale, che utilizza una fusione delle vocali e una caduta finale per facilitare la rima.

## Classifiche
La canzone ha raggiunto la posizione numero 62 della Billboard Hot 100. Il singolo ha avuto successo anche sulla classifica rap arrivando alla n° 3, la migliore performance di Trick Daddy in questa classifica e anche sulla classifica dei singoli r&b e hip hop raggiungendo la posizione n° 20. 

## Video musicale
Il video musicale di Nann Nigga diretto da Zodiac Fishgrease presenta i cameo di Chico Debarge, JT Money e degli Indianapolis Colts che corrono dietro al giocatore di football Edgerrin James. 

## Classifiche
| Classifica (1998)         | Posizione massima |
| ------------------------- | ----------------- |
| Stati Uniti               | 62                |
| Stati Uniti (Rap)         | 3                 |
| Stati Uniti (R&B/Hip-Hop) | 20                |